# 臺北市立浩然敬老院
臺北市立浩然敬老院（簡稱浩然敬老院、又稱浩然養老院），為臺北市提供老人安養服務的安養機構。該院隸屬於臺北市政府社會局，為目前臺北市少數公立老人福利機構中唯一能提供公費安養護服務的機構。現址位於臺北市北投區知行路75號，位在北投關渡宮附近。由於臺北市政府極力推動老人社會福利工作，2010年2月13日行政院院長吳敦義特別訪視該院，並互贈藝術品。

## 歷史沿革
- 1968年10月，陽明山管理局成立「陽明養老院」，為臺北市立浩然敬老院之前身。
- 1974年1月1日，臺北市政府去除陽明山管理局的地方行政權，改稱臺北市陽明山管理局。陽明養老院亦同時歸併於臺北市立綜合救濟院（後來改名為臺北市立廣慈博愛院），並改名為「陽明敬老所」。
- 1978年，臺北市政府社會局為因應高齡化社會之來臨，遂籌訂中程計畫，於現址拆除原有平房改建大樓。基地總面積達3,652坪，全部工程分2期進行。
- 1984年9月，第1期工程完工，定名為「致中所」。
- 1985年11月1日，臺北市政府市政會議通過，決定將陽明敬老所擴編成立「臺北市立浩然敬老院」。臺北市政府同時配合修正《臺北市政府社會局組織規程》第七條，增列「臺北市浩然敬老院」隸屬臺北市政府社會局，成立後廣慈博愛院陽明敬老所同時裁撤。[4]。
- 1986年3月20日[註 2]，「臺北市立浩然敬老院」正式成立[5][6]，規劃可收容安置800位長者。
- 1988年10月，第2期工程完工，定名為「致和所」。
- 1997年，為照護就地老化長者之需求，設立醫療所，增設養護床位及服務。
- 1999年，醫療所擴床，養護床位由38床擴大至100床，並成立2樓養護區。
- 2003年3月，醫療所設立感控隔離區11床。
- 2007年，為逐步因應長者退化之需要，增設養護與輕養護區位，彈性調整院區空間，目前法定收容量為600人。
- 2007年5月31日，社會局組織修編經臺北市議會通過，於2007年9月11日正式將臺北市立廣慈博愛院（1969年成立，地址在信義區福德街200號）裁撤，並將原部分廣慈長者遷移至浩然敬老院，合計兩院區長者人數現約為570人[註 3]。
- 2009年，成立「生活照顧區」，對於輕度失能、視障、百歲人瑞之院民專區照顧，以提供較適切之照顧服務。
- 2012年，奉市長核定機構轉型為多層級照顧機構（含括安養、養護、長期照護、失智照顧等4種類型），核定收容人數為400人。

## 組織架構

### 本院
- 院長
- 副院長
- 秘書

### 業務單位
- 社會工作組：院民入、出院申請、特殊個案短期安置輔導、社會工作、敬老系列活動、外界捐贈、接待參觀訪問及院民申訴等事項。
- 行政管理組：文書、事務、印信、研考、出納、財產管理及不屬本院各組、室之事項。
- 致中敬老組：院民生活照顧、個案輔導、自治管理、生活輔助、康樂推動、財物發放、環境內務、膳食管理、死亡善後等事項。
- 致和敬老組：院民生活照顧、個案輔導、自治管理、生活輔助、康樂推動、財物發放、環境內務、膳食管理、死亡善後等事項。
- 保健養護組：綜理全院院民有關醫療保健及衛生器材管理等事宜、提供養護院民二十四小時之醫療服務及生活照顧輔導、全院院民突發急症之處理、提供有關之醫藥諮詢服務、提供復健服務、負責院民之衛生教育及衛生宣導、觀察及評估長者由醫院返組之護理服務。
- 會計室：依法辦理歲計、會計及統計事項。
- 人事室：依法辦理人事管理事項。
- 政風室：依法辦理政風事項。

## 進住條件
- 年滿65歲。
- 設籍臺北市。
- 低收入戶。
- 無直系血親卑親屬（含親生子女、親生孫子女、養子女、養孫子女等）。
- 無自有住宅
- 無法定傳染病或經治療無傳染之虞者。[9]

## 發行刊物
- 《臺北市立浩然敬老院季刊》：簡稱《浩然季刊》，1990年4月1日創刊。

## 周邊設施
- 關渡宮
- 關渡自然公園
- 捷運關渡站
- 臺北市立關渡醫院

## 外部連結
- 臺北市立浩然敬老院 （页面存档备份，存于）